# Ligneyrac
Ligneyrac é uma comuna francesa na região administrativa da Nova Aquitânia, no departamento de Corrèze. Estende-se por uma área de 8,36 km². Em 2010 a comuna tinha 309 habitantes (densidade: 37 hab./km²).